# Leme (navegação)

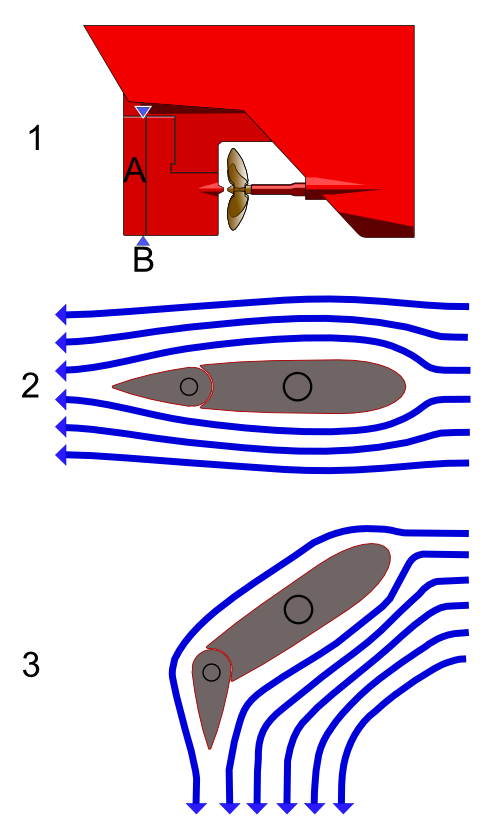
Leme numa embarcação

O leme é um dispositivo de controlo da direcção de embarcações ou aeronaves. O princípio de funcionamento consiste em desviar o fluxo do fluido em questão (água no caso de navios e ar no caso de aeronaves) de modo a que através de um par acção/reacção conseguir rodar o veículo ou nave para a posição pretendida.
O leme é o nome dado, num veleiro ligeiro, ao timoneiro e o que se ocupa do estai e do balão (spi) é conhecido pelo proa.

## Leme

### Leme náutico
O leme, comandado pelo timão ou pela cana do leme, permite o governo de uma embarcação (nas embarcações com motorizações azipods ou motores fora de borda, o motor é o próprio leme).  Via de regra, é feito de metal, madeira ou fibra de vidro.
Existem dois tipos de leme:
- Leme axial: que consiste num plano vertical, preso ao casco da embarcação na zona da popa, alinhado com a quilha. Nas embarcações com mais de um leme, estes estão alinhados com o eixo proa-popa.

Apesar de serem actualmente o tipo de leme mais difundido, só foi universalmente adoptado por volta do século XIV.
- Leme de esparrela: que consiste num remo, ou similar, colocado lateralmente no bordo de sotavento. Era o sistema utilizado nas embarcações de casco trincado, tais como os dracares.

As partes que compõem o leme são (de cima para baixo):
- cana (manopla de comando)
- cachola (onde se fixa os sistema de governo, cana, etc.)
- madre
- porta (parte imersa, que age sobre o fluxo da água)

"Leme de vento" é um sistema de direção que permite à embarcação manter-se num determinado curso desejado utilizando-se para isso, de forma automática, o próprio vento.
Usa-se a expressão "leme de fortuna" para designar qualquer objeto que faça as vezes do leme no caso da perda deste, de forma a impedir que a embarcação fique à deriva.

### Leme aeronáutico

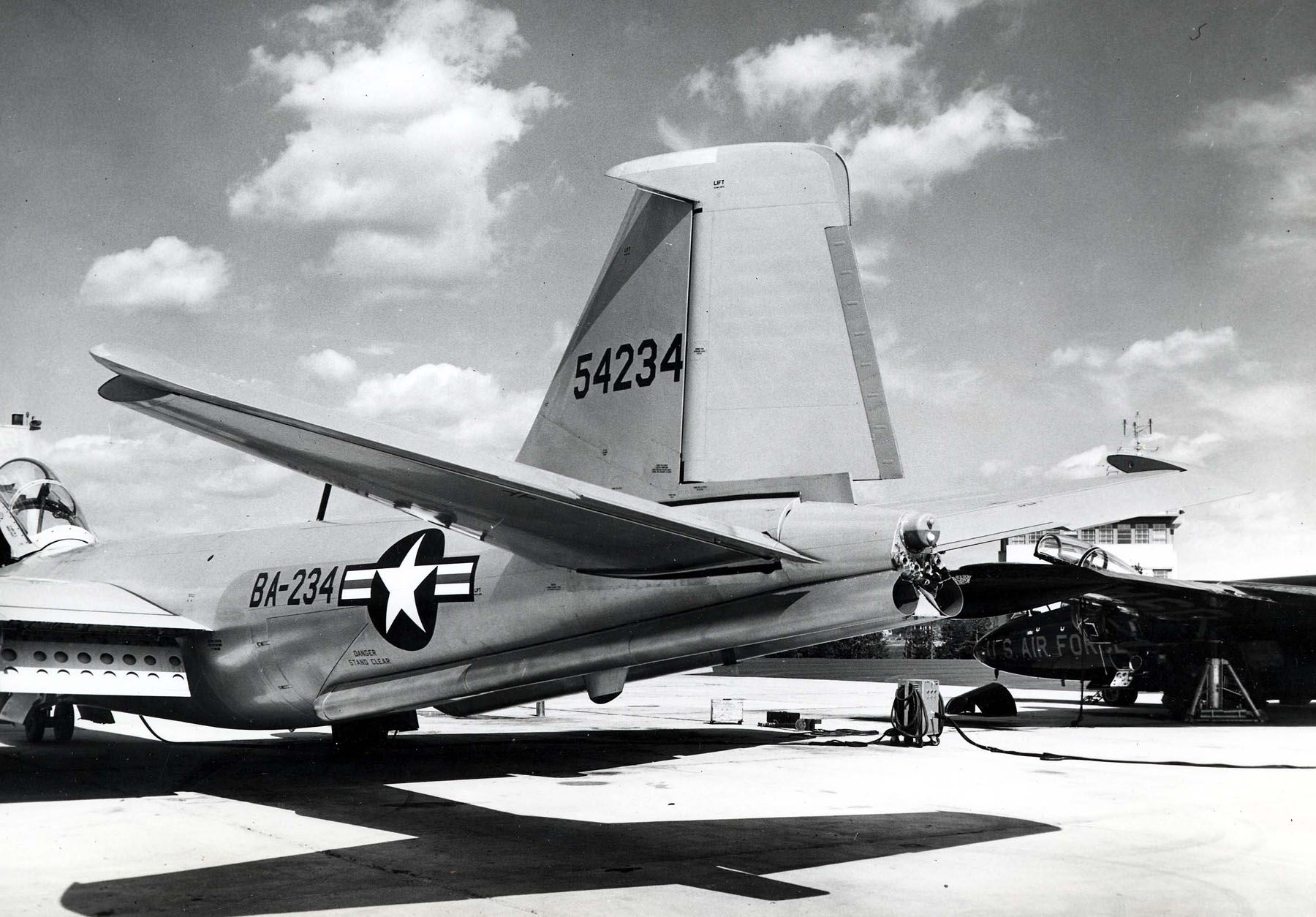
A cauda de um Martin B-57 Canberra onde se pode ver o leme de direcção deflectido a estibordo.

Leme de direcção

O leme de navegação ou leme de direcção situa-se na parte posterior do estabilizador vertical. É geralmente comandado por pedais, sendo que ao pisar no pedal direito, o avião vira para a direita e vice-versa. Este comando é responsável pelo movimento em torno do eixo vertical (movimento de guinada).
Na prática, tanto o leme quanto os ailerons são utilizados para realizar curvas na trajetória de uma aeronave. Os ailerons controlam o movimento de rolamento e o leme de direção controla o movimento de guinada, sendo ainda utilizado para compensar o efeito de guinada adversa causado pelos ailerons. O uso do leme em conjunto com os ailerons produz curvas coordenadas, nas quais o eixo longitudinal da aeronave está paralelo ao arco da curva.

Eventualmente, pilotos podem utilizar ailerons e leme em direções opostas, em uma manobra chamada escorregamento ou slip. Esta manobra é realizada para enfrentar ventos cruzados durante o pouso, garantindo que a fuselagem permaneça alinhada com a pista. Também utiliza-se o escorregamento para perda mais rápida de altitude (por meio do aumento de arrasto). Os pilotos do voo Air Canada 143 utilizaram uma técnica similar para pousar a aeronave, que estava acima do ângulo de descida (glideslope).

### Náutica
- Navegação à vela
- Anexo:Terminologia náutica

### Aeronáutica
- Aileron
- Leme de profundidade
- Pilotar um avião